# Jacob Linders
Jacob Linders, född 25 juli 1868 i Nevishögs församling, Malmöhus län, död 31 maj 1946 i Lund, var en svensk jurist. Han var bror till Sven Linders.
Linders avlade mogenhetsexamen 1885 i Helsingborg, därefter 1888 filosofie kandidat- och 1890 hovrättsexamen i Lund, blev assessor i Svea hovrätt 1902, t.f. revisionssekreterare samma år och ordinarie 1906 och var häradshövding i Södra Åsbo och Bjäre häraders domsaga 1909–38. Under perioden 1910–22 företog han flera utlandsresor i syfte att studera lagstiftningen angående alkoholist-, fattig- och barnavård samt lösdriveri och ägnade stort intresse åt dessa frågors behandling i Sverige. Han var 1907–20 ledamot och sekreterare samt 1921–22 ordförande i fattigvårdslagstiftningskommittén, deltog i vederbörande departement i behandlingen av dess betänkanden, var sekreterare i riksdagens särskilda utskott rörande fattigvårdslagen och ordförande vid förhandlingarna med Danmark och Norge om fattigvårdskonventioner 1913. Linders var 1914-16 ledamot av kommissionen för anordnande av Statens vårdanstalt för alkoholister och 1916–22 ordförande i styrelsen för densamma. Från 1918 var han vice ordförande i Svenska diakonsällskapet och från 1923 statens ombud i direktionen för Kronprinsessan Viktorias Kustsanatorium. Linders var ledamot av Ängelholms stadsfullmäktige 1929–32, ledamot av 1937 års lösdrivarlagstiftningskommitté samt ordförande i Kristianstads läns fattigvårdsförbund 1938–39.  Han utgav bland annat Lagstiftning om alkoholistvård (tillsammans med Olof Kinberg, 1916) och Lag om fattigvården 14 juni 1918 (tionde upplagan 1951). Linders är gravsatt vid Helsingborgs krematorium.